# Glycinde gurjanovae
Glycinde gurjanovae är en ringmaskart som beskrevs av Uschakov och Wu 1962. Glycinde gurjanovae ingår i släktet Glycinde och familjen Goniadidae. Inga underarter finns listade i Catalogue of Life.